# Ealric

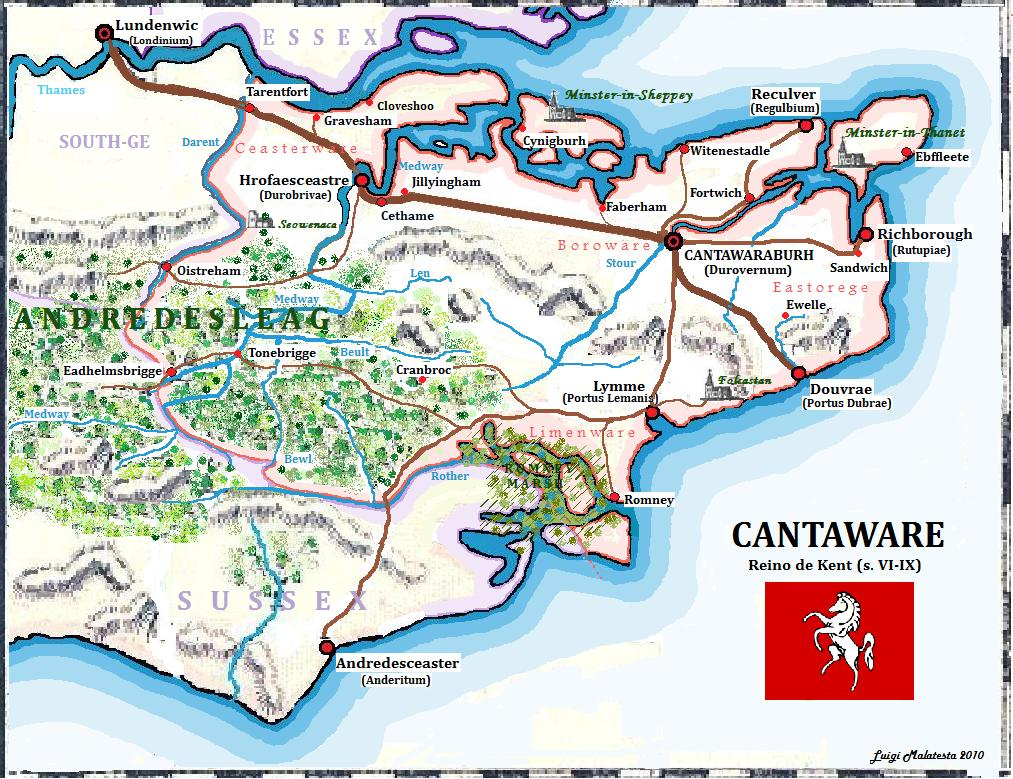
Kent in angelsächsischer Zeit

Ealric (auch Alric, Alricus; * vor 716) war seit 725 Mitkönig des angelsächsischen Königreiches Kent.

## Leben
Ealric stammte aus der kentischen Dynastie der Oiscingas. Er war ein Sohn des Königs Wihtred (690/691–725) und dessen dritter Frau Wærburg. Am 23. April 725 starb Wihtred. Erben des Königreiches waren seine drei Söhne Æthelberht II., Eadberht I. und Ealric. Neben diesen Erwähnungen in einer Charta und durch Beda Venerabilis gibt es keine weiteren zeitgenössischen Zeugnisse zu Ealric.
Æthelberht erhielt als ältester der Brüder den Osten Kents und die Oberherrschaft, Eadberht regierte in West-Kent, während Ealric, der darauf aus den Quellen verschwand, wohl untergeordneter Mitkönig wurde. Vermutlich starb Ealric bald darauf.
Wilhelm von Malmesbury, ein Geschichtsschreiber des 12. Jahrhunderts, setzte die Regierungszeit Ealrics, als Nachfolger seiner Brüder, in die Jahre von 762 bis 796. Demzufolge hätte er seinen Vater um mehr als 70 Jahre überlebt, was moderne Historiker für sehr unwahrscheinlich halten und daher überwiegend Beda folgend von der gemeinsamen Herrschaft der drei Brüder ab 725 ausgehen.